# Horos (Kameenschneider)
Horos (altgriechisch Ὅρος) war möglicherweise ein antiker Kameenschneider. Seine Existenz ist unsicher.
Sein Name ist von einer Kamee mit der Maske eines Silen bekannt. Da der Name des Horos mit Omikron statt des zu erwartenden Omegas geschrieben wurde, kamen schon früh Zweifel auf, ob die Kamee tatsächlich antiken Ursprungs ist.
Eine zweite Kamee eines Horos in der Gemmensammlung des Abtes Carlo Antonio Pullini, die den Kopf des Tiberius darstellen soll, verzeichnet Charles William King.